# بروميد الحديد الثنائي
 بروميد الحديد الثنائي (أو بروميد الحديدوز) مركب كيميائي له الصيغة FeBr2، ويكون على شكل بلورات صفراء بنية.

## الخواص
- ينحل بروميد الحديد الثنائي في الماء بشكل جيد، كما ينحل في كل من الميثانول والإيثانول ورباعي هيدرو الفوران.
- بلورات بوميد الحديد الثنائي تتبع نظام بلوري مشابه لنمط يوديد الكادميوم، وتكون المجموعة الفراغية له P3m1، وثوابت الشبكة البلورية كالتالي  [2]

a = 377.6 بيكومتر و c = 622.7 بم. في هذه البنية البلورية تتراصف طبقات من أيونات البروميد، تتوضع أيونات الحديد الثنائي فيما بينها ضمن الفجوات ثمانية الوجوه.

## التحضير
يحضر بروميد الحديد الثنائي من التفكك الحراري لمركب بروميد الحديد الثلاثي عند درجات حرارة تفوق 200°س.
2FeBr3  –Δ→  2FeBr2 + Br2
كما يمكن أن يحصل على بروميد الحديد الثنائي من تفاعل فلز الحديد مع بروميد الأمونيوم:
2NH4Br + Fe → FeBr2 + NH3 + H2

## التفاعلات
- يتفاعل بروميد الحديد الثنائي مع C2H5)4NBr) ليعطي C2H5)4N]  2FeBr4)]. وهو معقد معقد عضوي فلزي.[4]
- يتفاعل بروميد الحديد الثنائي مع البروم وأيون البروميد ليشكل معقد ملون له الصيغة -[FeBr3Br9]. تتداخل المدارات في هذا المعقد.[5]